# Lorentz Strömblad
Lorentz Strömblad, född 7 november 1779 i Rogslösa socken, Östergötlands län, död 30 juli 1809, var en svensk orgelbyggare i Söndrums socken. Han var son till orgelbyggardirektören Lars Strömblad, där han lärde sig grunderna i orgelbyggeri. Strömblad var från 1800 till 1809 klockare och organist i Söndrums församling. 

## Biografi
Lorentz Strömblad föddes 7 november 1779 på Nyby i Rogslösa socken. Han var son till orgelbyggardirektören Lars Strömblad och Anna Greta Blom. Strömblad blev 1800 klockare och organist i Söndrums församling och bosatte sig på Klockargården i Söndrums socken. Han avled 30 juli 1809.

### Familj
Strömblad gifte sig 1 oktober 1800 i Söndrums socken med Johanna Elisabeth Wadensten (född 1776). Hon var dotter till klockaren och organisten Jacob Wadensten och Kersti Andersdotter i Söndrums socken. De fick tillsammans döttrarna Charlotta Laurentia Strömblad (född 1801) och
Anna Margareta Strömblad (född 1804).

## Orglar
| År              | Ursprunglig kyrka | Stift     | Bild | Manualer | Pedal | Stämmor | Bevarad orgel/fasad | Övrigt |
| --------------- | ----------------- | --------- | ---- | -------- | ----- | ------- | ------------------- | --- |
| 1802            | Söndrums kyrka    | Göteborgs |      |          |       | 8       | Nej/Nej             | Orgeln byggdes tillsammans med Lars Strömblad. En ny orgel byggdes 1899 av Johannes Magnusson, Göteborg.                                              |
| 1802 eller 1803 | Vapnö kyrka       | Göteborgs |      |          |       | 8       | Nej/Nej             | Orgeln byggdes tillsammans med Lars Strömblad. En ny orgel byggdes 1877 av Johannes Andersson, Långaryd och Carl Johannes Carlsson, Virestad.         |
| 1807            | Vessige kyrka     | Göteborgs |      |          |       | 15      | Nej/Nej             | Orgeln påbörjades av Lars Strömblad. Den flyttades 1859 från gamla kyrkan till nya kyrkan. En ny orgel byggdes 1882 av E A Setterquist & Son, Örebro. |
| 1808            | Valinge kyrka     | Göteborgs |      |          |       |         | Nej/Nej             | Orgeln byggdes tillsammans med Lars Strömblad. En ny orgel byggdes 1853 av Johan Ferdinand Ahlstrand, Istorp.                                         |

### Fotnoter
1. 1 2 3 4  ArkivDigital online, läs online, läst: 4 december 2021.[källa från Wikidata]
2. ↑  Rogslösa (E) C:3 (1726-1783) Sida: 186
3. ↑  Söndrum (N) AI:1 (1806-1807)
4. ↑  Söndrum (N) AI:2 (1808-1813) Sida: 8-9
5. 1 2  Söndrum (N) CI:3 (1788-1847) Sida: 17, 19, 25
6. ↑  Söndrum (N) CI:2 (1736-1787) Sida: 153
7. ↑  Söndrum (N) LI:1 (1756-1817) Sida: 196-197
8. 1 2 3 4  Tore Johansson, red (1988). Inventarium över svenska orglar: 1988:III, Göteborgs stift. Tostared: Förlag Svenska orglar. Libris 4108784